# Sciadopitys verticillata
Sciadopitys verticillata (койомакі) — вид хвойних рослин монотипової родини, унікальний хвойний ендемік Японії, відомий зі скам'янілостей віком близько 230 мільйонів років.

## Поширення, екологія
Країни поширення: Японія (Хонсю, Кюсю, Сікоку). Локально поширений в змішаних хвойних-покритонасінних лісах, разом з Chamaecyparis obtusa, Chamaecyparis pisifera, Tsuga sieboldii, Abies firma, Pinus parviflora і покритонасінними, такими як Aesculus turbinata, Magnolia obovata, Acanthopanax, Cercidiphyllum japonicum, Acer rufinerve. В густому лісі зазвичай тільки папороті, мохи та печіночники рости під деревами, але в деяких місцинах тіньовитривалі чагарники і невеликі дерев, такі як Ilex sugeroki і Skimmia japonica можуть процвітати. Койомакі ростуть як поодинокі дерева, а також в невеликих «гаях» або більш-менш чистих поселеннях. Це хвойне найбільш поширене в скелястих, прохолодних і вологих ярах і долинах у гірських районах, на висотах від 200 м і 1700 м над рівнем моря.

## Морфологія
Вічнозелене дерево до 20–30(35) м заввишки і до 1 м діаметра. Кора товста м'яка червоно-коричнева, волокниста. Пагони оранжево-коричневі, голі, диморфні (довгі чи короткі); бруньки яйцюваті, 3–4 мм, тільки на верхівках пагонів. Листки двох типів, лускоподібні листки, коричневі, 1–6 мм, фотосинтезні голчасті листки розвиваються шляхом злиття двох листків, довжиною 6–13 см, шириною 2–3 мм і товщиною 1 мм, вони залишаються три-чотири роки на дереві. Пилкові шишки 6–12 мм. Насіннєві шишки майже сидячі, яйцюваті, зелені але після дозрівання, через 18–20 місяців після запилення, темно-коричневі, довжиною 4.5–10 см, шириною 3.5–6.5 см, коли відкриті; тендітні й розбиваються незабаром після того як висипається насіння. Родючих лусок 15–40 на шишку, тонкі, 2–3 см завдовжки, шириною 2–3,5 см, грубі, матові, вершини округлі. Насіння 5–9 на луску, оранжево-коричневого кольору, довжиною 8–12 мм, мають вузьке крило. Сім'ядолі 2. хромосом N = 10.

## Використання
Довговічна деревина цього виду використовується для цілей будівництва та в обмеженій кількості для будівництва човнів і деяких видів меблів. Його найціннішим комерційним використанням є, безсумнівно, садівництво, оскільки це популярне дерево саджають в Японії і (більш обмежено) в Європі та США. Голландці, які були єдиними європейцями, яким дозволено було торгувати з Японією, привезли його на Яву на початку дев'ятнадцятого століття; дерево успішно прибуло до Англії і Нідерландів у 1861 році.

## Загрози та охорона
Трапляється в багатьох охоронних територіях.